# Alfredo Calot Escobar
Alfredo Calot Escobar (n. 1961) es un jurista español que ha ejercido diversas funciones en las instituciones de la Unión Europea. Desde octubre de 2010 es secretario del Tribunal de Justicia de la Unión Europea (TJUE), así como secretario general de la institución.

## Biografía
Licenciado en Derecho por la Universidad de Valencia en 1984, tras trabajar como analista de mercados del Consejo de Cámaras de Comercio de la Comunidad Valenciana, pasó a ser jurista lingüista del Tribunal de Justicia de las Comunidades Europeas en 1986, y posteriormente jurista revisor en 1990, antes de ser nombrado administrador del Servicio de Prensa e Información del Tribunal en 1993.
En 1995 se incorporó al Parlamento Europeo como administrador en la Secretaría de la Comisión Institucional. No obstante, regresó al Tribunal al año siguiente como asistente del secretario del mismo, puesto en el que permaneció hasta 1999, año en el que comenzó a trabajar en comisión de servicios como letrado en la misma institución. De 2000 a 2001 fue jefe de la División de Traducción de lengua española del Tribunal de Justicia, a continuación director de la división y posteriormente director general de la Traducción del Tribunal, funciones que desempeñó hasta el 7 de octubre de 2010, fecha de su elección como secretario del Tribunal de Justicia por los jueces y abogados generales del mismo, sustituyendo al anterior Roger Grass, que había dimitido. El 27 de octubre de 2015, el TJUE extendió su mandato de seis años, que expiraba el 6 de octubre de 2016, por otros seis años hasta 2022.